# Mons Moro
Mons Moro – mały grzbiet leżący w południowo-zachodniej części widocznej strony Księżyca, ciągnący się przez 10 km z południa-południowego zachodu na północ-północny wschód. Jego nadana w 1976 roku upamiętnia włoskiego naukowca Antonia Lazarra Mora.
Mons Moro leży w południowo-wschodniej części morza księżycowego Mare Cognitum. Około 30 km na północny wschód od niej rozbił się Ranger 7.